# 橘红
橘紅（學名:Citrus maxima (Burm.) Merr. cv. Tomentosa，又名化州橘红、化州仙橘）是一種水果，屬於柑橘屬，是柚的栽培變種，和柚同屬於喬木。其嫩枝、叶背、花梗、花萼、子房及果實上均生有絨毛。

## 外部連結
- 化州柚 藥用植物圖像數據庫 (香港浸會大學中醫藥學院) （中文）（英文）
- 柚 （页面存档备份，存于） 藥用植物圖像數據庫 (香港浸會大學中醫藥學院) （中文）（英文）
- 化橘紅 中藥材圖像數據庫  (香港浸會大學中醫藥學院) （中文）（英文）